# Livingston (New Jersey)
Pour les articles homonymes, voir Livingston.
Livingston est un township du comté d'Essex (New Jersey). Selon le recensement des États-Unis de 2000, il compte environ 27 391 habitants.
Livingston devient un township le 5 février 1813. Il est nommé en l'honneur de William Livingston, premier Gouverneur du New Jersey.

## Histoire
L'histoire de Livingston remonte en 1699 lorsque 101 colons de Newark (New Jersey) désirent s'installer plus à l'ouest. Entre 1698 et 1702, les règles de propriété manquent de clarté. Il y a plusieurs mésententes entre des colons et des propriétaires britanniques. Les colons de Newark nomment un comité pour négocier l'achat de la Horseneck Tract (en) avec les Lenapes qu'ils obtiennent en 1702 pour 130 £.
La colonie s'installe et se poursuit, malgré le désaccord entre les colons et les propriétaires, jusqu'aux années 1740, moment où les propriétaires exigent un paiement immédiat alors qu'un incendie détruit une maison à Newark où se situe le mandat, seule preuve de l'achat. L'événement amène une émeute des colons contre le gouvernement britannique. Dirigées par Timothy Meeker, les émeutes de Horseneck (Horseneck Riots) s'étendent de 1745 à 1755. Le groupe forme l'une des premières milices de colons américains, combattant de manière périodique durant 32 ans, contribuant à la guerre d'indépendance des États-Unis lorsque le groupe rejoint l'armée continentale en 1776.

## Démographie
| Groupe            | Livingston | New Jersey | États-Unis |
| ----------------- | ---------- | ---------- | ---------- |
| Blancs            | 76,2       | 68,6       | 72,4       |
| Asiatiques        | 19,2       | 8,6        | 4,8        |
| Afro-Américains   | 2,3        | 13,7       | 12,6       |
| Métis             | 1,4        | 2,3        | 2,9        |
| Autres            | 0,9        | 6,4        | 6,4        |
| Amérindiens       | 0,1        | 0,3        | 0,9        |
| Total             | 100        | 100        | 100        |
|                   |            |            |            |
| Latino-Américains | 4,1        | 17,7       | 16,7       |

Selon l'American Community Survey, pour la période 2011-2015, 69,60 % de la population âgée de plus de 5 ans déclare parler l'anglais à la maison, 8,00 % déclare parler une langue chinoise, 3,68 % l’espagnol, 2,22 % le russe, 2,09 % le tagalog, 1,65 % le coréen, 1,49 % l'hébreu, 1,44 % l'italien, 1,32 % l'hindi, 1,51 % le grec, 0,96 % le gujarati, 1,35 % l'ourdou, 0,93 % le persan et 4,51 % une autre langue.

## Personnalités liées à la commune
- Joachim Prinz (1902-1988) rabbin et militant des droits civiques